# Stephen Brundidge
Stephen Brundidge (* 1. Januar 1857 in Searcy, Arkansas; † 14. Januar 1938 ebenda) war ein US-amerikanischer Politiker. Von 1897 bis 1903 vertrat er den sechsten und zwischen 1903 und 1909 den zweiten Wahlbezirk des Bundesstaates Arkansas im US-Repräsentantenhaus.

## Werdegang
Stephen Brundidge besuchte private und öffentliche Schulen seiner Heimat. Nach einem Jurastudium und seiner 1879 erfolgten Zulassung als Rechtsanwalt begann er zunächst in Newport und ab 1880 in seinem Heimatort Searcy in seinem neuen Beruf zu arbeiten. Zwischen 1886 und 1890 war er Bezirksstaatsanwalt im ersten Gerichtsbezirk von Arkansas. Danach arbeitete er wieder als Rechtsanwalt.
Brundidge war Mitglied der Demokratischen Partei. Zwischen 1890 und 1892 war er im Vorstand seiner Partei in Arkansas. Bei den Kongresswahlen des Jahres 1896 wurde er im sechsten Distrikt von Arkansas in das US-Repräsentantenhaus in Washington, D.C. gewählt. Diesen Wahlbezirk vertrat er in drei Legislaturperioden zwischen dem 4. März 1897 und dem 3. März 1903. Danach vertrat er bis 1909 den zweiten Wahlbezirk im Kongress. Damit konnte er insgesamt sieben Legislaturperioden im Repräsentantenhaus verbringen.
Im Jahr 1908 verzichtete Brundidge auf eine weitere Kandidatur. Stattdessen kandidierte er erfolglos für das Amt des Gouverneurs von Arkansas. Danach war er wieder als Anwalt tätig. Im Jahr 1918 bewarb sich Brundidge ebenfalls erfolglos um einen Sitz im US-Senat. Dann zog er sich aus der Politik zurück. Er starb im Jahr 1938 in seinem Geburtsort Searcy.